# Czesław Kujawa
Czesław Kujawa (ur. 17 lipca 1930, zm. 4 lipca 1991 w Warszawie) – polski lekkoatleta specjalizujący się w rzutem oszczepem. 
Dwukrotny wicemistrz Polski. Reprezentant AZS-u Warszawa (1949–1950) oraz Legii Warszawa (od 1951). Rekord życiowy: 60,59 (5.10.1950, Warszawa). Po zakończeniu kariery działacz i trener. Żołnierz zawodowy Wojska Polskiego.
Zmarł 4 lipca 1991 w Warszawie i został pochowany na Cmentarzu Komunalnym Północnym (kwatera W-I-14, rząd 5, grób 1)

## Progresja wyników
| Rok           | 1949  | 1950  | 1951  | 1952  |
| Odległość (m) | 50,40 | 60,59 | 58,88 | 59,87 |